# Indios Verdes (métro de Mexico)
Indios Verdes est une station terminus de la Ligne 3 du métro de Mexico, située au nord de Mexico, dans la délégation Gustavo A. Madero.

## La station
La station est ouverte en 1979.
Le nom et le logo de la station viennent de la proximité de deux statues érigées à la mémoire des tlatoanis mexicas Itzcoatl et Ahuizotl, le Monumento a los Indios Verdes, car elles couvertes d'une patine formée sur le bronze par l'âge et l'humidité. On y trouve les ateliers Ticomân où a lieu la majeure partie de l'entretien des voitures de métro.